# Irlach (Malgersdorf)
Irlach ist eine Einöde der Gemeinde Malgersdorf im niederbayerischen Landkreis Rottal-Inn.

## Geografie und Verkehrsanbindung
Irlach ist über die Bundesstraße 20, die Kreisstraße PAN 36 „Döttenau“ und die Ortsstraße „Irlach“ an das bayrische Straßennetz angeschlossen.